# Leuctra canavensis
Leuctra canavensis är en bäcksländeart som beskrevs av Ravizza, C. och Ravizza-dematteis 1992. Leuctra canavensis ingår i släktet Leuctra och familjen smalbäcksländor. Inga underarter finns listade i Catalogue of Life.